# Marco Peduceu Pláucio Quintílio
Marco Peduceu Pláucio Quintílio ou Marco Peduceu Pláucio Quintilo (em latim: Marcus Peducaeus Plautius Quintillus; m. 205) foi um político romano da gente Pláucia aparentado por nascimento, adoção ou casamento aos imperadores da dinastia nerva-antonina. Através de seu casamento com Fadila, uma das filhas de Marco Aurélio e Faustina, Peduceu se tornou cunhado do futuro imperador Cômodo. Depois do assassinato de Cômodo, em 192, caiu em desgraça com o novo imperador Sétimo Severo durante o ano dos cinco imperadores. Peduceu se matou depois de saber que havia sido condenado à morte pelo imperador.

## Primeiros anos
Pláucio era filho de Ceiônia Fábia, filha do césar Lúcio Élio, o primeiro herdeiro adotivo do imperador Adriano, morto antes de conseguir assumir o trono. Acredita-se que seu pai biológico era Pláucio Quintílio, cônsul em 159. Em algum momento o próprio Peduceu foi adotado como herdeiro do cônsul em 141, Marco Peduceu Estloga Priscino. Através de seu pai adotivo ou de seus pais biológicos, Peduceu era descendente de algumas das mais importantes famílias romanas da época.

## Época antonina
Quando Peduceu se casou com Fadila, ele se tornou genro de Marco Aurélio, cunhado de Cômodo e concunhado do do co-imperador Lúcio Vero, que era casado com Lucila, outra das filhas de Marco Aurélio. O casal teve dois filhos, um menino chamado Pláucio Quintílio e uma menina chamada Pláucia Servília. Em 177, Peduceu serviu como cônsul com Cômodo. Foi novamente cônsul com Cômodo já no reindo dele em data desconhecida entre 180 e 192. Sabe-se também que Peduceu foi áugure. Quando Marco Aurélio morreu, em 180, Cômodo ascendeu ao trono e Peduce se tornou um de seus principais conselheiros. Foi novamente cônsul, também com Cômodo como co-cônsul, em data desconhecida entre 180 e 192.

## Ano dos cinco imperadores
Depois do assassinato de Cômodo em dezembro de 192, cinco postulantes ao cargo de imperador surgiram e travaram uma guerra civil. Quando Sétimo Severo, tendo vencido parte de seus adversários, marchou para Roma, Dídio Juliano propôs que o Senado e as virgens vestais fossem encontrar Severo no caminho como suplicantes, mas Peduceu interveio para impedir.
Com a ascensão da dinastia severa, Peduceu se retirou da vida pública e se mudou para sua villa. Apesar disto, ele foi alvo de um delator em 205 e acabou condenado à morte. Quando soube da ordem, ele próprio se matou. Suas últimas palavras teriam sido "Faço a mesma oração que Serviano fez para Adriano", ou seja, que Severo um dia iria desejar morrer, mas não conseguiria. Não se sabe se Fadila ainda estava viva na época.